# L'invasione degli stritolatori (seconda parte)
L'invasione degli stritolatori (seconda parte) (Invasion of the Body Squeezers: Part II) è un romanzo horror fantascientifico per ragazzi, sessantasettesimo della collana Piccoli brividi, dello scrittore statunitense R. L. Stine.

## Trama
Jack Archer ha portato un piccolo meteorite caduto dal cielo nella sua cameretta e questo si è aperto, rivelando un mostruoso alieno dalle dita cilindriche, le spalle possenti e la testa simile al guscio di una tartaruga. Jack cerca di fuggire finché non s'imbatte nel suo insegnante di scienze, il professor Ted Liss, che scetticamente entra in casa alla ricerca dell'alieno e, vedendolo, è convinto che sia un essere pacifico e per questo cerca di abbracciarlo. L'alieno a sua volta lo abbraccia...e s'infila nel suo corpo facendo scattare dalle sue dita degli artigli ricurvi e argentati. Da quel momento l'uomo comincia ad emettere dei "t-t-t" e a schioccare la lingua diverse volte, mentre due bolle verdi gli spuntano dalle orecchie. Jack cerca di informare i suoi genitori di tale avvenimento, anche perché il professor Liss sta andando per la città ad abbracciare la gente diffondendo l'entità aliena dentro di loro, ma essi non gli danno ascolto. Jack chiede dunque aiuto a Fleshman, convinto che sia un agente speciale dell'FBI in grado di risolvere la situazione, e questi con grande naturalezza gli consiglia unicamente di segnare i nomi delle persone "contaminate", dato che lui e le sue forze speciali stanno già provvedendo a risolvere il problema. Dopo essersi accorto che la preside Berkman e i suoi amici Henry Glover, Derek Lee, Marsha James e Maddy Wiener sono stati contaminati, Jack si rintana in casa da solo, dato che i suoi genitori sono in ospedale ad assistere Billie. Ed è in quel momento che Jack vede una miriade di piccoli meteoriti arancioni cadere dal cielo sul suolo: l'invasione è cominciata. Jack decide allora di recarsi al municipio per avvertire il sindaco, ma si accorge che questi e persino suo padre sono stati contaminati. Tornato nuovamente a casa e accerchiato dagli alieni, Jack cerca di fermarli usando una pistola ad acqua (poiché convinto che gli esseri avessero paura di essa) ma non ci riesce. In quel momento sopraggiunge Fleshman che si strappa la pelle, rivelandosi per ciò che è realmente: un mostro viscido e roseo simile ad un cervello. Egli dice a Jack di essere il capo degli alieni, la loro fonte di energia, e che loro hanno bisogno dei corpi dei terrestri. Ormai arreso, Jack si fa abbracciare da Fleshman ma improvvisamente decide di entrare lui nel suo corpo e non il contrario: questo gli permette di poter uccidere Fleshman, annullando di conseguenza il potere che gli alieni avevano sulle persone. Tutto sembra essersi risolto fino a quando Jack sale nella cameretta di Billie per chiederle come stesse, osservando con orrore un gigantesco mostro azzurro uscito dall'armadio; sua sorella però lo rassicura dicendogli che vuole solo un abbraccio.

## Adattamento cinematografico
Nel film Piccoli brividi del 2015 gli Stritolatori sono gli aiutanti di Slappy, il pupazzo antagonista del film, che con il loro raggio congelante riescono a mettere fuori gioco i poliziotti della stazione di polizia nella cittadina dove si svolge la vicenda. Nel film, gli Stritolatori appaiono molto diversi da come invece Tim Jacobus li ha rappresentati sulla copertina dei due romanzi: infatti, se nel libro essi sono degli esseri caratterizzati da una testa enorme a forma di guscio di tartaruga, dalle zanne e artigli appuntiti nonché il colorito della pelle verde, nel film essi hanno fattezze umanoidi, indossano delle tute spaziali blu e un casco di vetro, mentre il loro volto è di colore grigio scuro e presentano quattro occhi su due specie di antenne, e hanno la bocca dotata di denti aguzzi. Parrebbe, infatti, che questa versione degli Stritolatori sia ispirata a quella degli alieni apparsi in Revenge of the Body Squeezers del 1999 facente parte della serie Give Yourself Goosebumps: Special Edition.

## Edizioni
- R. L. Stine, L'invasione degli stritolatori (seconda parte), traduzione di Cristina Scalabrini, collana Piccoli brividi, Arnoldo Mondadori Editore, 2000,  p. 157, ISBN 88-04-47571-4.